# Austroargiolestes christine
Austroargiolestes christine – gatunek ważki z rodzaju Austroargiolestes należącego do rodziny Argiolestidae.
Imagines ubarwione podobnie jak Austroargiolestes isabelae, ale silniej omszone. Górne przydatki analne samca mają brzuszną ostrogę, która od góry jest niewidoczna, zaś przydatki dolne szerokie i tępe.
Ważka ta jest endemitem środkowo-wschodniej Australii.